# Västerbottens regemente

Uniform m/1792 för manskap vid regementet. Adolf Ulrik Schützercrantz.

Västerbottens regemente (I 20/Fo 61) var ett infanteriförband inom svenska armén som verkade i olika former åren 1624–2000. Förbandsledningen var förlagd i Umeå garnison i Umeå.

## Historia

### 1500–1700-talet
Västerbottens regemente har sitt ursprung i de västerbottensfänikor från mitten av 1500-talet som 1615 sammanslogs till Norrlands storregemente, vilket 1624 delades i tre regementen, varav det nordligaste blev Västerbottens regemente. I 1634 års regeringsform fastställdes den svenska regementetsindelningen, där det angavs att armén skulle bestå av 28 regementen till häst och fot, med fördelningen av åtta till häst och 20 till fot. De indelta och roterande regementena namngavs efter län eller landskap, medan de värvade regementena uppkallades efter sin chef. Regeringsformen angav Västerbottens regemente som det sextonde i ordningen. Dock blev det ett nummer som aldrig användes, annat än för att ange regementets plats, enligt den då gällande rangordning.
Under den första perioden i Nasa silvergruvas historia togs bergsknektar ut från Västerbottens regemente för att arbeta i gruvan – där hade man för första gången börjat spränga berget med svartkrut. Officerarna, som under den här tiden vanligtvis var adelsmän, fick bland annat betalt i så kallad naturalön. Efter att de flyttat till länet fick de ofta gårdar som de själva skulle bo och bruka. Då gårdarna i regel var små i länet kom stora delar av räntorna i form av smör.
Under stora nordiska kriget, då manskapet uppgick till över 1.100 man, blev regementet år 1700 överfört till Baltikum, deltog 1701 i slaget vid Düna, 1702 i Kliszów, 1706 i Fraustadt, samt 1708 i Holowczyn och Malatitze. Regementet deltog 1709 i slaget vid Poltava, där det ställdes upp i infanteriets vänstra flygelkolonn, vilken anfördes av generalmajor Sparre. Regementets ena bataljon kvarhölls vid reduttlinjen och blev avskuren från huvudstyrkan, och kom tillsammans med generalmajor Roos övriga trupper att retirera till belägringsverken vid Poltava, där samtliga tillfångatogs. Den andra bataljonen kom igenom reduttlinjen och stod i andra striden närmast vänstra flygelbataljonen av svenskarnas slagordning. Bataljonen föll sedan i fångenskap genom kapitulationen vid Perevolotjna. Krigsfångarna skickades därefter till Moskva, Geroda, Weronitz och Schleffsk, där de användes till tvångsarbete – större delen av soldaterna omkom under krigsfångenskapen. Regementets dåvarande regementschef Anders Lagercrona undkom krigsfångenskap och följde kung Karl XII till Bender. Under Lagercronas tid i Bender förlorade han kungens anseende. Han åtalades för att ha försnillat pengar ur regementes kassa. Regementet fick omedelbart sättas upp på nytt och rekrytera manskap och deltog 1710 förgäves i försöket att rädda Reval. År 1716 deltog regementet vid försvaret under anfallet mot Strömstad, och skickades 1719 till Västerbotten för att försvara det egna landskapet. Eftersom trakten hyst tusentals finländska flyktingar, vilka härjat och rövat mat och lämnat socknar utblottade, saknades proviant när ryssarna anföll 1720 – soldaterna levde på barkbröd. Rapporteringen om ryssarnas antågande kom för sent och regementet hade inte hunnit till Umeå när staden brändes ner 1720.

### Finska kriget
Västerbottens regemente deltog från krigets inledningsskede i Finska kriget. Norra bataljonen slogs med Finska arméns femte brigad under Johan August Sandels under hela året 1808 i Finland, och deltog därmed i slaget vid Virta bro och slaget vid Pulkkila. Major Wilhelm Lagerborg stupade vid Pulkkila. Från den 18 juni höll de stånd mot ryssarna utanför Kuopio och deltog i strider där, men tvingades vid flera slag att dra sig norrut. I slutet av år 1808 förenades bataljonen med Karl Nathanael af Klercker i Uleåborg. När svenskarna kapitulerade i Kalix den 25 mars 1809 överlämnades bataljonen i ryssarnas händer.
Överstelöjtnantens kompani, Lövångers kompani, Bygdeå kompani och Andra Majorens kompani (södra bataljonen) uppgick 1808 i den så kallade norra fördelningen som leddes av Johan Bergenstråhle, och var förlagd i Umeå under början av år 1808. De stred med Jämtlands fältjägarregemente, Jämtlands hästjägare, och två ytterligare batterier. Slaget vid Vasa decimerade kompaniet med hälften. Därefter bytte fördelningen namn till Svenska brigaden och ledningen övertogs av Odert Reinhold von Essen d.y.. Den 17 augusti stred fördelningen med finska armén i slaget vid Alavo, och därefter i slaget vid Oravais och slaget vid Ruona. Vid Alavo var Västerbottens regemente avgörande för den svenska segern. Kompaniet vägrade kapitulera i Kalix i mars 1809, men den 15 maj tillfångatogs soldaterna när de räddade svenska förråd vid Lejonströmsbron i Skellefteå. De svenska soldaterna var endast 600 mot 6 000 ryssar, men de räddade förråden. Krigsfångarna släpptes 17 september 1809.

### 1816–2000

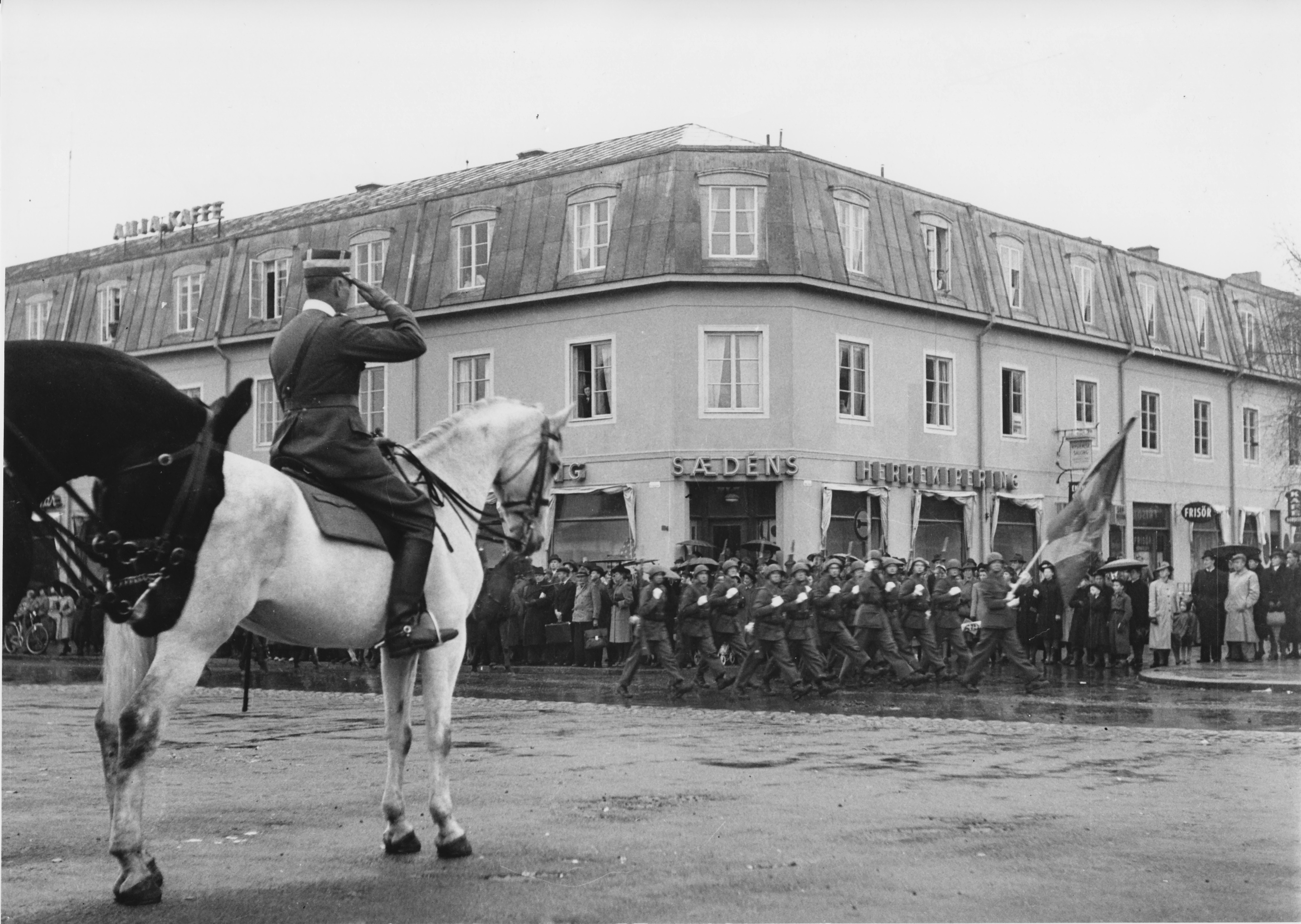
Generalmajor Nils Rosenblad inspekterar Västerbottens regemente på Rådhustorget i Umeå 1942.

Den rangordning som hade fastställts i 1634 års regeringsform började halta och skapa luckor efter freden i Fredrikshamn den 17 september 1809, då Finland tillföll Ryssland och de svenska regementen i Finland upplöstes. Därmed fanns det ett behov med att skapa ett nytt system. Under kronprins Karl Johans tid infördes 1816 ett nytt numreringssystem, där de svenska regementena genom en generalorder den 26 mars 1816 tillfördes ett officiellt ordningsnummer, till exempel № 19 Västerbottens regemente. Till grund för numreringen låg inte bara ett regementes status, utan också de svenska landskapens inbördes ordning, samt att Svealand, Götaland och Norrland skulle varvas. De lägsta ordningsnumren tilldelades "liv- och hus- trupperna". Dessa nummer hade dock ingenting med rangordningen att göra, vilket bland annat framgår av gamla förteckningar där infanteri- och kavalleriförband är blandade just med hänsyn till rang och värdighet. År 1829 ändrades regementets namn till Västerbottens fältjägarregemente.
Vid delning av Närke-Värmlands regemente 1812 och av Västerbottens fältjägarregemente 1841, föll det sig naturligt att de därvid nybildade förbanden - Närkes regemente och Norrbottens fältjägarkår rang- och nummerplacerades i omedelbar anslutning till sina ursprungsregementen. Men de två kårer som uppstod vid delningen av Västerbottens fältjägarregemente, Norrbottens fältjägarkår och Västerbottens fältjägarkår fick samma nummer, men särskiljdes genom romerska respektive arabiska siffror. № 19 för Norrbottens fältjägarkår och № XIX för Västerbottens fältjägarkår. Med 1892 års härordning blev 1893 ett nummer i den högre serien ledigt, då № 21 Närkes regemente sammanslogs med № 3 Livregementets grenadjärkår. Därmed övertog № 20 Kalmar regemente numreringen från Närkes regemente och Västerbottens regemente övertog numreringen från Kalmar regemente. På den vägen fick regementet № 20 och kunde därmed behålla sin plats i omedelbar anslutning till № 19 Norrbottens regemente.
I samband med 1914 års härordning justerades 1914 samtliga ordningsnummer inom armén. För Västerbottens regemente innebar det att regementet blev tilldelad beteckningen I 20. Justeringen av beteckningen gjordes för att särskilja regementen och kårer mellan truppslagen. Det med bakgrund till att namn och nummer som till exempel № 3 Livregementets grenadjärkår och № 3 Livregementets husarkår kunde förefalla egendomliga för den som inte kände till att förbanden ifråga tillhörde skilda truppslag.
Regementet klarade sig från avvecklingen genom försvarsbeslutet 1925. Men regementet reducerades och kom att från den 1 januari 1928 bestå av en förstärkt infanteribataljon, vilken kallades Västerbottentyp. Genom försvarsbeslutet 1942 kom regementet att få samma organisation som övriga infanteriregementen.
Genom försvarsbeslutet 1958 reducerades Norrlands dragonregemente (K 4) till bataljonsstorlek, samt att det underställdes Västerbottens regemente. Dragonerna fick det nya namnet Norrlands dragoner, och bibehöll förbandsbeteckningen K 4, samt sin förläggning på Skolgatan i Umeå. År 1966 samlokaliserades det med Västerbottens regemente, i en ny tillbyggnad för dragonerna.
I samband med OLLI-reformen, vilken genomfördes inom försvaret åren 1973–1975, sammanslogs Västerbottens regemente med Umeå försvarsområde (Fo 61), som med sammanslagningen bytte namn till Västerbottens försvarsområde. Från den 1 juli 1973 bildades försvarsområdesregementet I 20/Fo 61. Inom Västerbottens försvarsområde blev Västerbottens regemente ett A-förband (försvarsområdesregemente), och Norrlands dragoner (K 4) blev ett C-förband. Västerbottens regemente fick det samlade mobiliserings- och materialansvaret inom försvarsområdet, och B- och C-förbanden svarade endast som utbildningsförband.
I samband med försvarsbeslutet 1977 avskildes Norrlands dragoner den 1 april 1980 från regementet och omlokaliserades till Arvidsjaur, där det bildade Norrlands dragonregemente (K 4).
Inför försvarsbeslutet 1992 föreslog regeringen att krigsorganisationen skulle spegla fredsorganisationen. Därmed föreslogs att brigaden vid regementet skulle avskiljas från regementet, och bilda ett självständigt kaderorganiserat krigsförband inom Norra militärområdet (Milo N). Den nya organisationen trädde i kraft den 1 juli 1994, och regementet kom bland annat att omfatta en försvarsområdesstab, depåverksamhet, skjutfältsdetalj och hemvärns- och frivilligsdetalj.
Inför försvarsbeslutet 1996 föreslog Försvarsmakten att försvarsområdesstaben vid regementet samt Fältjägarbrigaden (NB 5) skulle avvecklas. Den socialdemokratiska regeringen, med stöd av Centerpartiet, föreslog istället en avveckling av Lapplandsbrigaden (NB 20). Ur försvarsekonomiska och försvarspolitiska skäl vägde de båda alternativen jämnt mot varandra. Regeringens skäl till att bibehålla brigaden inom Östersunds garnison, var möjligheterna till att vidmakthålla och utveckla en allsidig och rationell försvarsmaktsgarnison med såväl flyg- som arméförband. Den 1 juli 1998 antog regementet en ny form, i form av en försvarsområdesförband ledd av en försvarsområdesbefälhavare.
Inför försvarsbeslutet 2000 föreslog regeringen i sin propositionen för riksdagen, att den taktiska nivån bör reduceras genom att fördelnings- och försvarsområdesstaber samt marinkommandon och flygkommandon skulle avvecklas. Detta för att utforma ett armétaktiskt, marintaktiskt respektive flygtaktiskt kommando vilka skulle samlokaliseras med operationsledningen. Förslaget innebar att försvarsområdesstaben vid Värmlands regemente skulle avvecklas. Vidare föreslog regeringen i propositionen att avveckla de fem infanteribrigaderna IB 1, IB 2, IB 12, IB 16 och NB 13. Detta då regeringen ansåg att bibehålla dem skulle kräva omfattande investeringar för att kunna utgöra enheter för mekaniserad utbildning. Vidare ansågs att deras övnings- och skjutfält i vissa fall var begränsande. Beslutet medförde att Västerbottens regemente kom att avvecklas den 30 juni 2000. Från den 1 juli 2000 övergick verksamheten vid regementet till en avvecklingsorganisation, fram till att avvecklingen skulle vara slutförd senast den 31 december 2001. Avvecklingsorganisationen upplöstes i sin tur den 31 december 2000, då avvecklingen ansågs slutförd.

## Ingående enheter
Genom 1901 års härordning fastställdes att tillgång till trupp skulle regleras genom allmän värnplikt, vilket bland annat resulterade i att infanteriregementena utökades med en bataljon och kom att omfatta tre infanteribataljoner. I samband med krigsutbrottet 1914 fastställdes försvarsbeslutet 1914, vilket bland annat medförde att linjeregementet I 20 organiserades och mobiliserades. I likhet med övriga infanteriregementen skulle också ett reservregemente sättas upp, dock kom dessa aldrig att mobiliseras. Vidare infördes en brigadorganisation inom armén, där två infanteriregementen bildade en brigad. I 20 tillsammans med I 28 bildade 12. infanteribrigaden, ingående i VI. arméfördelningen. Genom försvarsbeslutet 1925 reducerades försvaret kraftigt. Bland annat så utgick reservregementena samt att antalet arméfördelningar reduceras med två. Vidare reducerades samtliga infanteriregementen med en bataljon och kom att från den 1 januari 1928 bestå av två infanteribataljoner. De tidigare linjeregemente ersattes samtidigt med begreppet fältregemente. Som en följd av försvarsnedskärningarna under slutet av 1920-talet, kunde regementet vid krigsutbrottet 1939 endast mönstra två bataljoner, dock var dessa inte helt fulltaliga eller rustade. I den nya organisationen kom regementet underställas chefen för Norra arméfördelningen. Genom försvarsbeslutet 1942 stärktes dock försvarets krigsorganisation, vilket bland annat medförde att infanteriregementena tillfördes en tredje bataljon, samt att i stort sett samtliga kom att sätta upp två fältregementen. Dels det ordinarie regementet, men sen ett helt nytt som blev ett så kallat dubbleringsregemente. Dubbleringsregementet erhöll det ordinarie regementets nummer plus 30. Det vill säga fältregementetna numrerades som i Västerbottens regementes fall, I 20 och I 50. Det fredstida regementet betecknades som I 20 depå, för att särskilja det från krigsförbanden. Genom försvarsbeslutet 1948 kom fältregementena att omorganiseras till brigader.

### 12.infanteribrigaden
12. infanteribrigaden var en infanteribrigad inom VI. arméfördelningen som verkade åren 1915–1927 och bestod av Västerbottens regemente och Västernorrlands regemente.

### 20.jägarbrigaden
20. jägarbrigaden var en planerad brigad vid regementet. I 1941 års försvarsutredning föreslogs det att tretton brigader skulle uppsättas. Förslaget byggde på samma princip som vid uppsättningen av fältregementen och dubbleringsregementen, det vill säga ordinarie nummer plus 30. Dock kom endast fem brigader att sättas upp, vilket bland annat medförde att 20. jägarbrigaden aldrig upprättades. Brigaden hade dock tilldelats eget standar.

### Västerbottensbrigaden
Västerbottensbrigaden (IB 20) även ibland kallad Vildmannabrigaden bildades 1949 genom att fältregementet Västerbottens regemente (I 20) omorganiserades till brigad. År 1964 omorganiseras brigaden till en norrlandsbrigad och i samband med detta gjordes en beteckningsändring till NB 20. Åren 1972 och 1973 upplöstes brigaden till tre fristående norrlandsskyttebataljoner F (11.-, 12.-, och 13. Nskbat F). Västerbottensbrigaden ersattes av Ångermanlandsbrigaden (IB 51) som norrlandsbrigad. Ångermanlandsbrigaden fick med det NB 51 som ny beteckning.

### Lapplandsbrigaden
Lapplandsbrigaden (NB 20) bildades 1949 genom att fältregementet Lapplands regemente (I 50) omorganiserades till brigad. Brigaden antog beteckningen IB 50, och blev från 1972 regementets huvudbrigad och kom att organiseras efter förbandstyperna IB 49, IB 59, NB 63, NB 85 och delvis efter NB 2000. År 1965 omorganiserades brigaden till en norrlandsbrigad och i samband med detta gjordes en beteckningsändring till NB 50. Den 1 juli 1994 avskildes Lapplandsbrigaden från regementet och blev ett kaderorganiserat krigsförband inom Norra militärområdet (Milo N), samtidigt fick brigaden den nya beteckningen NB 20. Brigaden avvecklades den 31 december 1997 i samband med försvarsbeslutet 1996.

### Västerbottens försvarsområde
Västerbottens försvarsområde (Fo 61) ursprungligen Umeå försvarsområde (Fo 61), bildades den 1 oktober 1942, och hade sin stab lokaliserad till Umeå garnison. Den 1 oktober 1966 uppgick Storumans försvarsområde (Fo 62) i försvarsområdet, vilket medförde att Umeå försvarsområde omfattade hela Västerbottens län. Försvarsområdesstaben var lokaliserad vid Västra Esplanaden 11 (1943–1951), Nygatan 47 (1951–1961), Västra Esplanaden 23 (1961–1973). I samband med OLLI-reformen den 1 juli 1973 fick Västerbottens försvarsområde gemensam stab med Västerbottens regemente (I 20). Genom den omorganisationen lokaliserades försvarsområdesstaben med regementet vid Hissjövägen. Västerbottens försvarsområde upplöstes och avvecklades tillsammans med regementet den 30 juni 2000.

### Norrlands dragoner
Norrlands dragoner (K 4) var en bataljon som ingick i regementet åren 1975–1980. Bataljonen var ursprungligen Norrlands dragonregemente, vilket reducerades till en bataljon och uppgick under namnet Norrlands dragoner (K 4) i Västerbottens regemente den 1 juli 1975. Bataljonen kvarstod fram till 1966 vid sitt ursprungliga kasernområde på Skolgatan i Umeå. År 1966 samlokaliserades bataljonen med övriga regementet. Den 31 mars 1980 avskildes bataljonen från regementet, för att den 1 april 1980 bilda Norrlands dragonregemente lokaliserat till Arvidsjaur.

### Förbandsskolor
Åren 1966–1999 var olika förbandsskolor underställda chefen Västerbottens regemente. År 1966 underställdes Kavalleriets kadettskola (KavKAS) och 1980 övertog Infanteriets och Kavalleriets officershögskola (Inf/KavOHS) kasernerna från Norrlands dragoner som omlokaliserades till Arvidsjaur. Inf/KavOHS blev den 1 juli 1981 Infanteriets och kavalleriets stridsskola (Inf/KavSS), vilken drygt tio år senare, 1993, bildade Stridsskola Nord (SSN). I samband med att Lapplandsbrigaden avvecklades, kom delar av Stridsskola Nord att omlokaliseras till Bodens garnison, för att där bilda Försvarsmaktens vinterenhet (FMVE).

### Utbildningskompanier
Piteå kompani, Kalix kompani och Räneå kompani var en del av Västerbottens regemente fram till att det delades 1841. Därefter kom de att ingå i Norrbottens regemente. Bland annat deltog Piteå kompani i Gustav III:s ryska krig 1788–1790 (75 soldater stupade vid kompaniet) och Finska kriget 1808–1809 (31 soldater stupade vid kompaniet). Med bakgrund av att de tre kompanierna avskildes från regementet fanns det inget kompani med nummer 4, 5 och 6.
| 1634 1. Livkompaniet 2. Överstelöjtnantens kompani 3. Majorens kompani 4. Lövånger kompani 5. Kalix kompani 6. Bygdeå kompani 7. Skellefteå kompani 8. Piteå kompani | 1841 1. Livkompaniet 2. Skellefteå kompani 3. Bygdeå kompani 4. Lövånger kompani | 1994 1. Livkompaniet tillika Umeå kompani 2. Lövånger kompani 3. Vakant 4. Vakant 5. Vakant 6. Vakant 7. Lycksele kompani 8. Skellefteå kompani 9. Sorsele kompani 10. Åsele kompani 11. Vännäs kompani 12. Bygdeå kompani |

## Förläggningar och övningsplatser
Vid etableringen av regementet i Umeå upprättades ett kungligt brev, undertecknat av Oscar II, där det stadfästes att staden Umeå vid en eventuell nedläggning av regementet skulle ha option på byggnader och mark. Numera ligger företagsparken Umestan, flera skolor, Totalförsvarets skyddscentrum och Västerbottensgruppen på det gamla regementsområdet. 

### Förläggning
Åren 1649–1894 tilldelades regementet Gumboda hed som mötesplats. Den 16 maj 1900 förlades regementet till Vännäs läger. När indelningsverket avskaffades och den värnpliktiga armén introducerades i början av 1900-talet flyttade regementet den 1 april 1909 in till nybyggda kaserner i centrala Umeå. Kasernetablissemang uppfördes vid Hissjövägen, och uppfördes efter 1901 års härordnings byggnadsprogram efter Kasernbyggnadsnämndens andra typritningsserie för infanterietablissement. År 1966 uppfördes ytterligare kaserner på området då Norrlands dragonregemente och Kavalleriets kadettskola flyttade in på området. Totalt kom ca 120 byggnader att uppföras för de olika förbanden på området. Genom försvarsbeslutet 1996 påbörjades en reducering av garnisonen. Genom den avveckling som påbörjades av garnisonen 1997 såldes en större del av området 1998 till kommunen och området går numera under namnet Umestan.

### Övningsplatser
Regementet vapenövades på sina mötesplatser vid Gumboda hed och Vännäs läger innan man 1909 flyttade Umeå. I Umeå övades regementet vid Umeå övnings- och skjutfält samt vid Tåme skjutfält.

## Heraldik och traditioner

Regementets vapen 1624-1994.

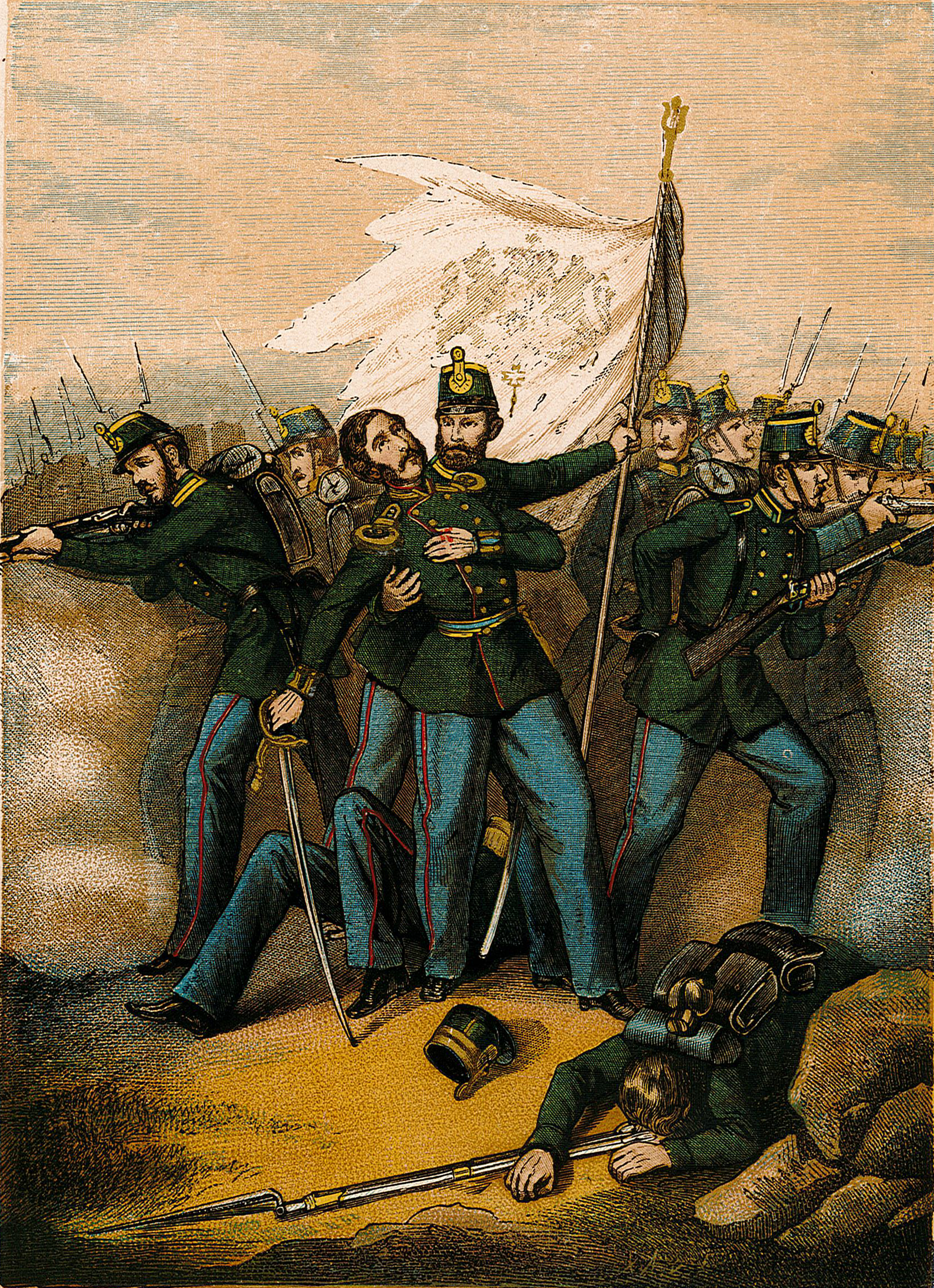
Regementets uniformer vid mitten av 1860-talet.

Från den 1 juli 2013 förs regementets traditioner vidare av Västerbottensbataljonen, ingående i Västerbottensgruppen. Regementet hade flera årsdagar, den 3 februari, var dock den som högtidlighölls längst, vilken högtidlighöll minnet av slaget vid Fraustadt. Vidare högtidlighölls 28 juni, 4 juli, 5 juli, 8 juli, 9 juli, 14 juli, 23 augusti, 31 augusti och 8 oktober. Vilka var årsdagar på slag som regementet deltagit i. Den 8 oktober var årsdagen på sista förenade svensk-finska häravdelningens upplösning i Umeå 1809.
Överstelöjtnantens kompanis historia lever idag vidare genom Kongl. Wästerbottens Regemente, ett reenactment av Föreningen interaktiv historia i Sävar, där man söker återuppliva det sista slaget på svensk mark, som en del av Märkesåret 1809.

### Förbandsfanor
Regementet har fört ett flertal fanor. Den 20 juni 1952 mottog regementet sin sista fana. Vilken då ersatte 1902 års fana. Den nya fanan överlämnades av kung Gustaf VI Adolf i Umeå. Efter att regementet avvecklades den 30 juni 2000, kom fanan med regementets traditioner föras vidare av Västerbottensgruppen.

### Kamratförening
Vid Västerbottens regemente bildades 1934 kamratföreningen Vildmannen, vilken är en ideell förening och har som syfte att vara en länk och samlingsplats mellan anställda eller värnpliktiga som tjänstgjort vid Umeå garnison. Föreningen är ej längre aktiv.

### Utmärkelsetecken
I samband med att regementet avvecklades, instiftades 2000 Västerbottens regementes minnesmedalj i silver (VbottenregMSM).

### Vänförband
- Björneborgs brigad, Finland.[2]

## Förbandschefer
Regementschefer verksamma vid regementet åren 1651–2000.

- 1651–1657: Didrik von Cappellen
- 1658–1662: Günter von Rosenskans
- 1663–1666: Kristian Urne
- 1667–1671: Björn Svinhufvud
- 1673–1676: Jakob Stegman   †
- 1676–1683: Evert Horn
- 1684–1694: Reinhold Johan von Fersen
- 1702–1710: Anders Lagercrona
- 1711–1717: Magnus Cronberg
- 1717–1723: Henrik Magnus von Buddenbrock
- 1723–1736: Carl Pereswetoff-Morath
- 1736–1741: Johan Bernhard Wiedemeijer
- 1743–1757: Georg Reinhold Palmstruch
- 1757–1770: Wilhelm Carpelan
- 1770–1779: Johan August Meijerfeldt
- 1779–1785: Mauritz Klingspor
- 1785–1791: Wilhelm Mauritz Pauli
- 1791–1800: Gustaf Gyllengranat
- 1800–1804: Otto Wrede
- 1804–1806: Eberhard Ernst Gotthard von Vegesack
- 1805–1811: Johan Bergenstråle
- 1812–1828: Lars Jacob von Knorring
- 1828–1837: Carl August von Hedenberg
- 1845–1850: Emil von Troil
- 1850–1858: Adolph von Brömssen
- 1858–1861: Otto Mauritz von Knorring
- 1861–1864: Otto Edelstam
- 1864–1868: Ernst von Vegesack
- 1874–1883: Anders Eberhard Svedelius
- 1883–1887: Elof von Boisman
- 1887–1897: Ludvig Christian Mauritz Schöning
- 1897–1901: Otto Ewert Mauritz Wolffelt
- 1901–1902: Carl Conrad Vogel
- 1902–1907: Johan Oscar Nestor Aspgren
- 1907–1915: Gillis Bergenstråhle
- 1915–1921: Bengt Ribbing
- 1921–1928: Hugo Ankarcrona
- 1928–1932: Per Erlandsson
- 1933–1937: Carl Bennedich
- 1937–1941: Nils Rosenblad
- 1941–1947: Olof Sjöberg
- 1947–1952: Holger Stenholm
- 1952–1952: Wilhelm af Klinteberg
- 1952–1959: Carol Bennedich
- 1959–1964: Åke Söderbom
- 1964–1970: Allan Månsson
- 1970–1971: Karl Iwan Eliseus Hörnquist
- 1971–1973: Dick Löfgren
- 1973–1976: Nils de Verdier
- 1976–1981: Dick Löfgren
- 1981–1983: Olof Dackenberg
- 1983–1990: Olof Forsgren
- 1990–1993: Jan Lindström
- 1993–1999: Anders Kihl
- 1999–2000: Per-Ove Eriksson
- 2000–2000: Nils Persson

## Namn, beteckning och förläggningsort
| Kungl. Västerbottens regemente                    | 1624-??-?? | – | 1709-07-01 |
| Kungl. Västerbottens regemente                    | 1709-??-?? | – | 1829-12-11 |
| Kungl. Västerbottens fältjägarregemente           | 1829-12-12 | – | 1841-??-?? |
| Kungl. Västerbottens fältjägarkår                 | 1841-??-?? | – | 1892-12-11 |
| Kungl. Västerbottens regemente                    | 1892-12-12 | – | 1973-06-30 |
| Kungl. Västerbottens regemente och försvarsområde | 1973-07-01 | – | 1974-12-31 |
| Västerbottens regemente och försvarsområde        | 1975-01-01 | – | 2000-06-30 |
| Avvecklingsorganisation                           | 2000-07-01 | – | 2000-12-31 |

| № 19       | 1816-10-01 | – | 1841-??-?? |
| № XIX      | 1841-??-?? | – | 1892-12-31 |
| № 20       | 1893-01-01 | – | 1914-09-30 |
| I 20       | 1914-10-01 | – | 1973-06-30 |
| I 20/Fo 61 | 1973-07-01 | – | 2000-06-30 |

| Gumboda hed (F)    | 1649-??-?? | – | 1897-??-?? |
| Vännäs läger (F)   | 1898-??-?? | – | 1909-03-31 |
| Umeå garnison (F)  | 1909-04-01 | – | 2000-12-31 |
| Umeå skjutfält (Ö) | 197?-??-?? | – | 2000-06-30 |
| Tåme skjutfält (Ö) | 19??-??-?? | – | 2000-06-30 |

## Galleri

Flygfoto över regementsområdet
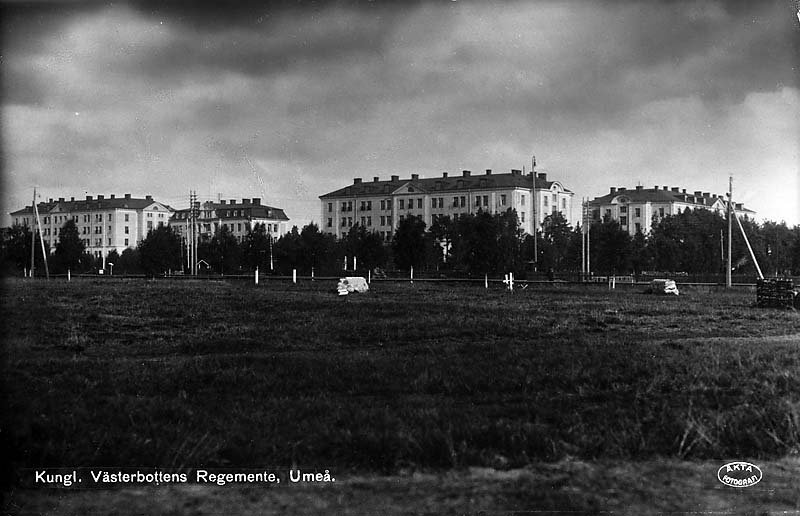
Vy över regementes kaserner
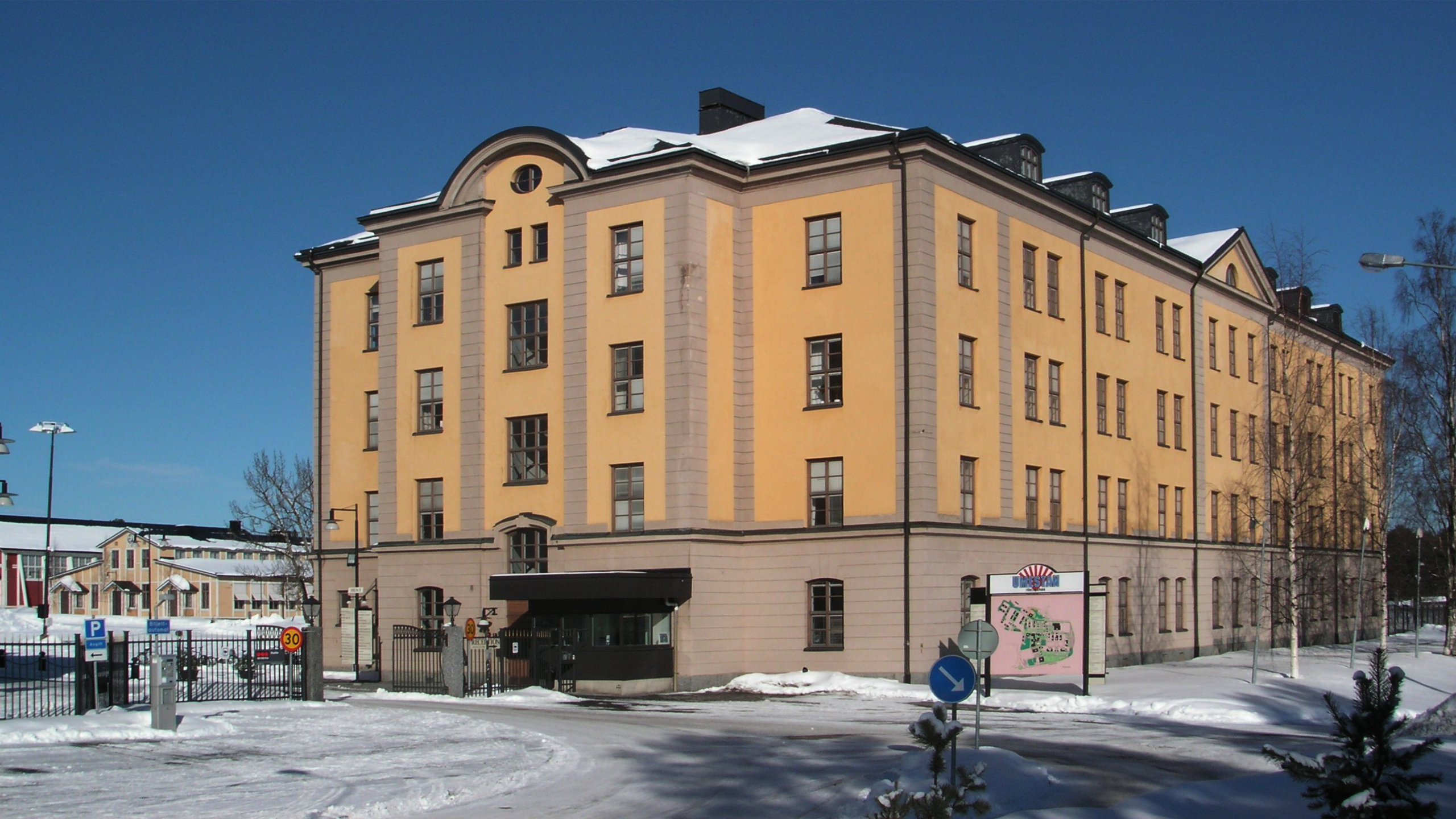
Kasern med kasernvakten vid regementet
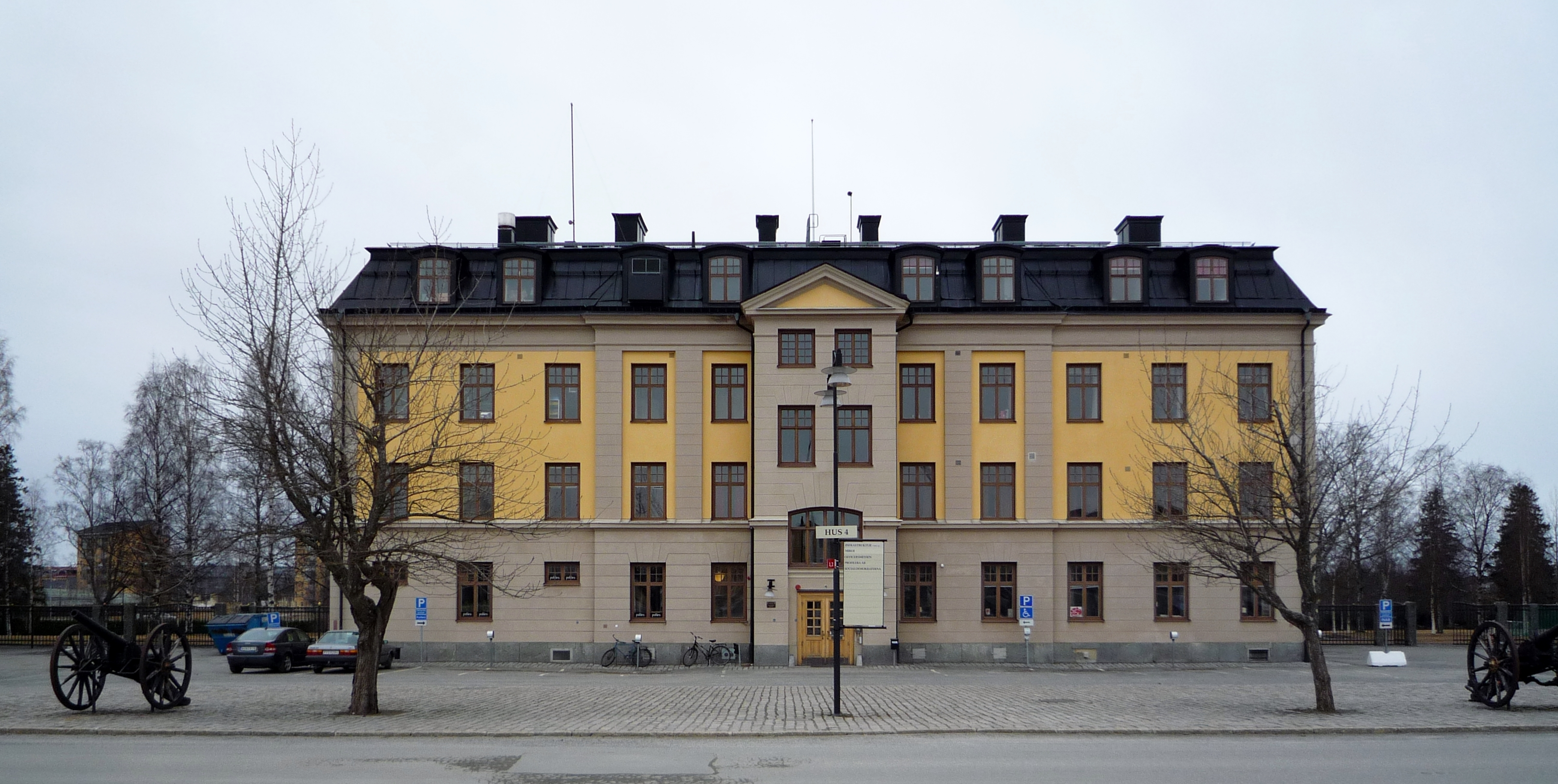
Regementets kanslibyggnad
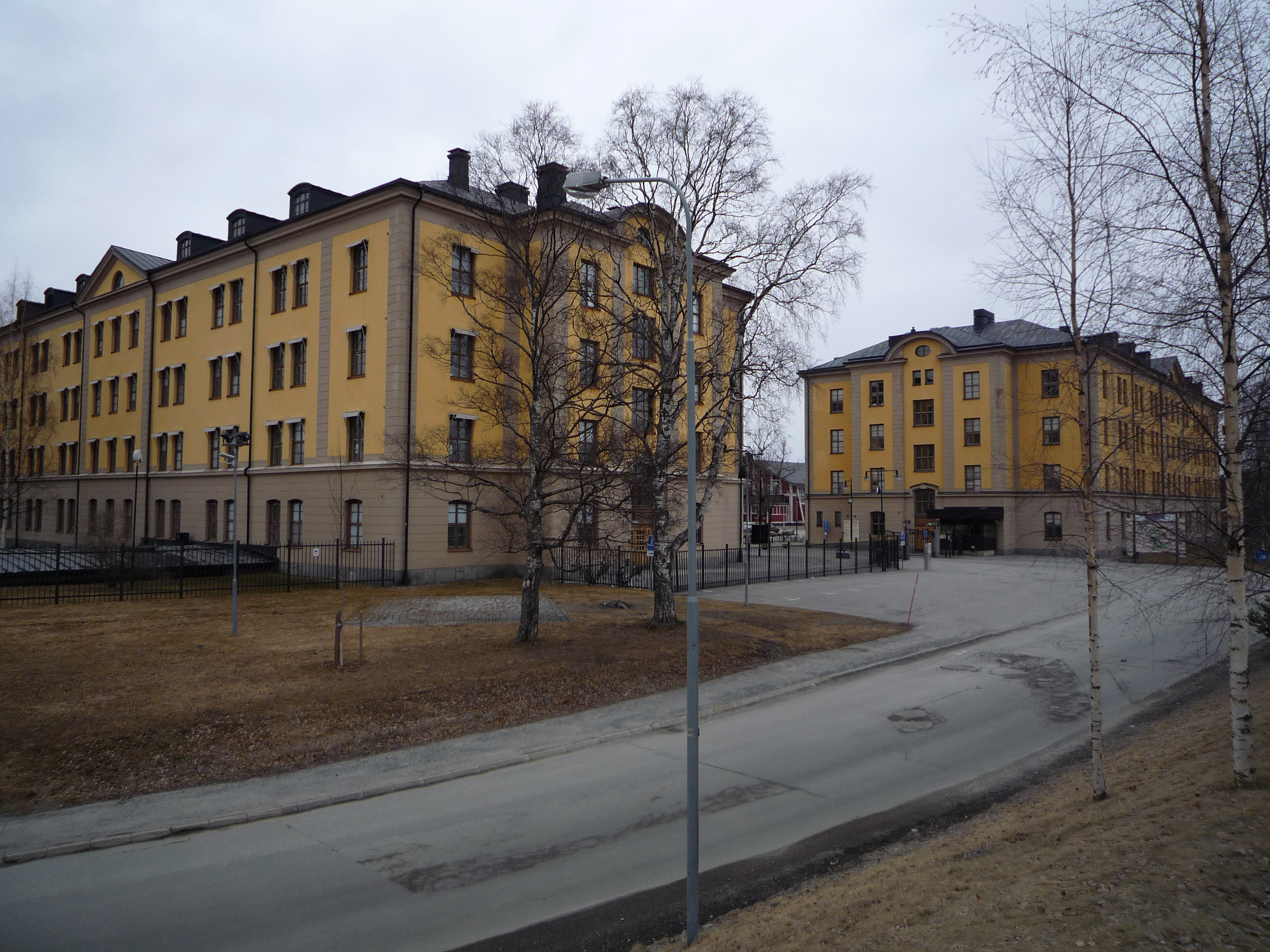
Vy över huvudentrén till regementet
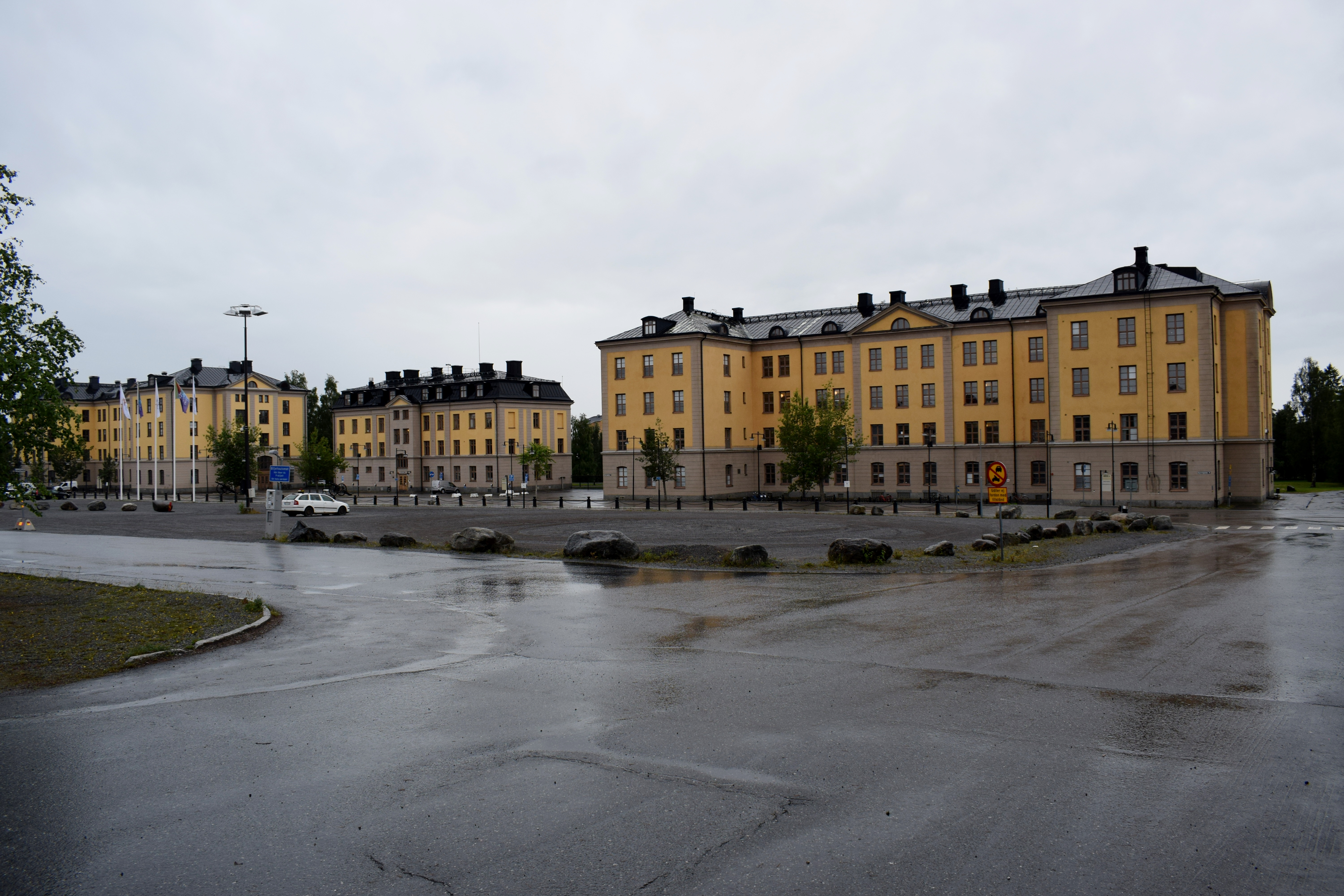
Vy över kaserner och kanslihus sett från kaserngården.
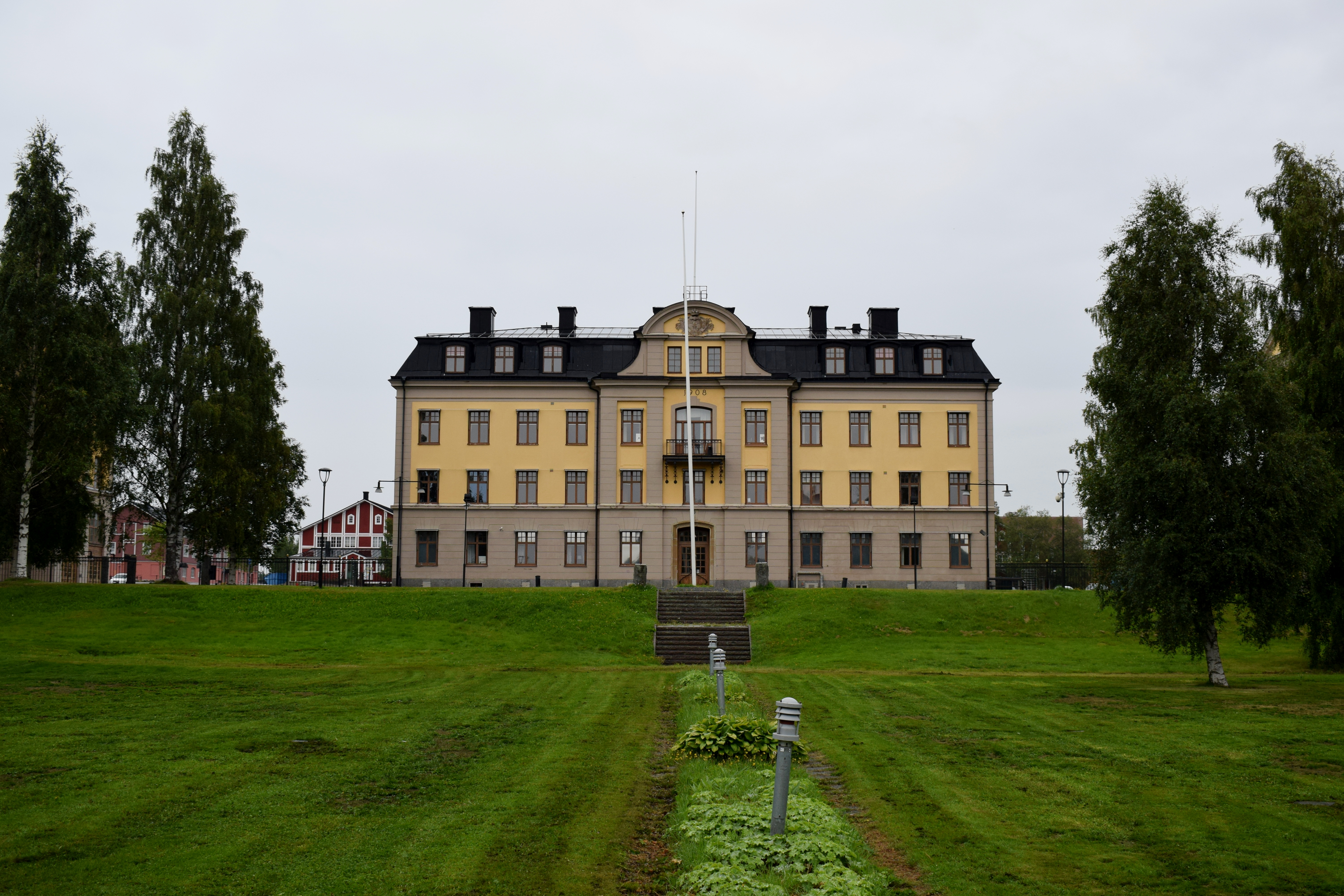
Kanslihuset sett från framsidan av kasernetablissementet.
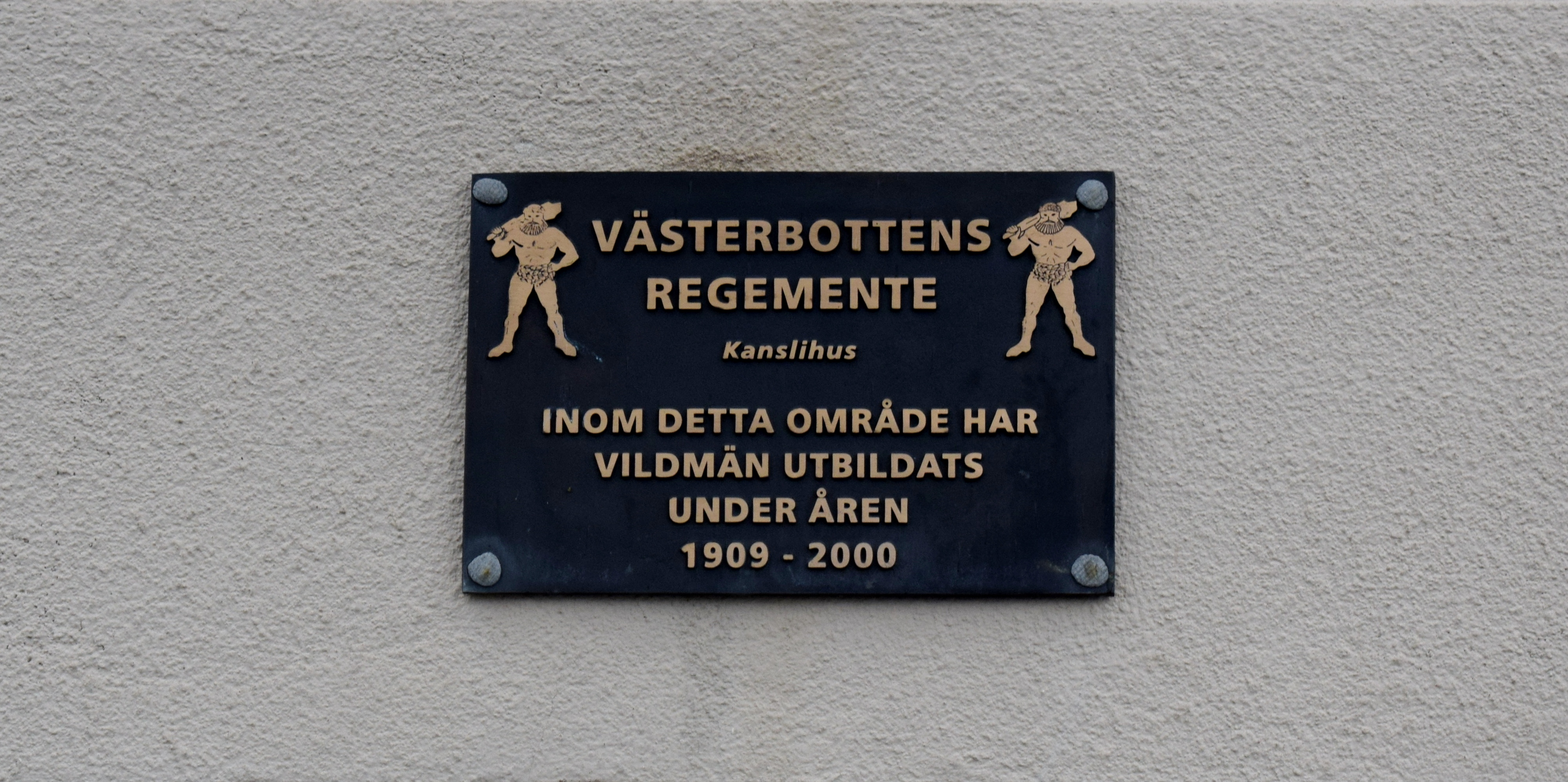
Minnesskylt på kanslihusets fasad som ett minne över regementets tid i Umeå.
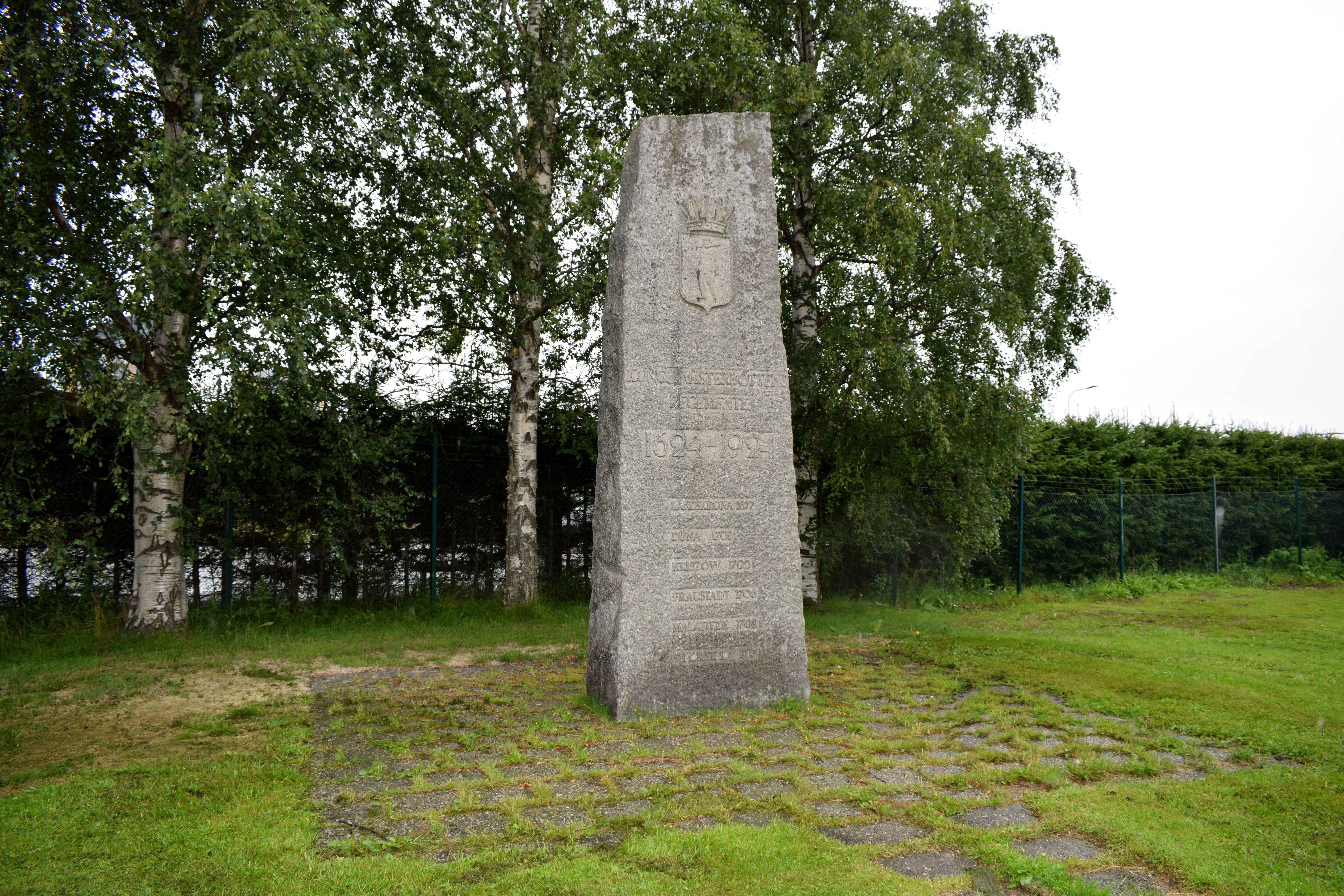
Minnessten över Västerbottens regemente. Stenen restes den 21 augusti 1924 till minne av regementets 300-årsjubileum
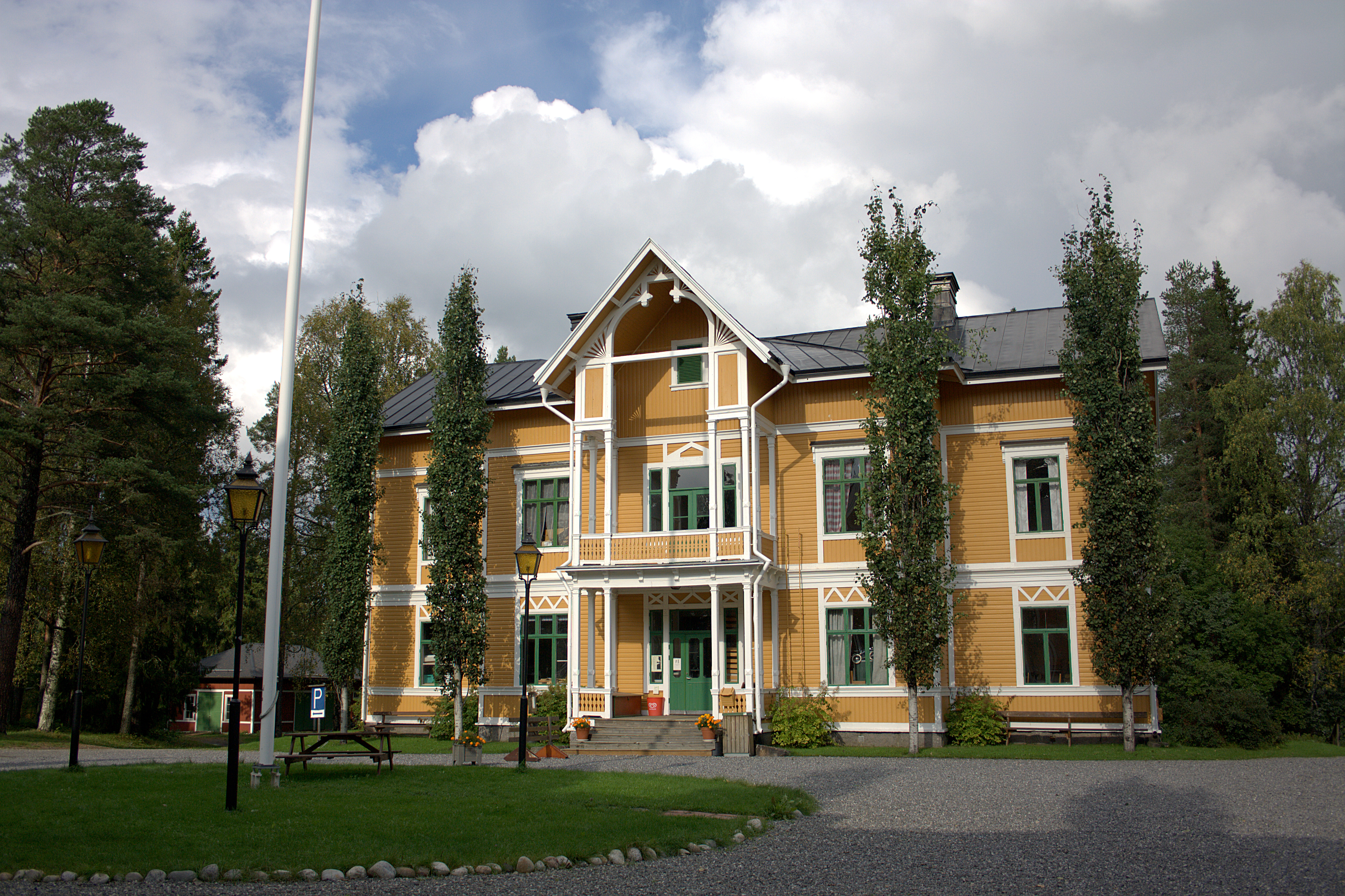
Officersbostad i Vännäs läger
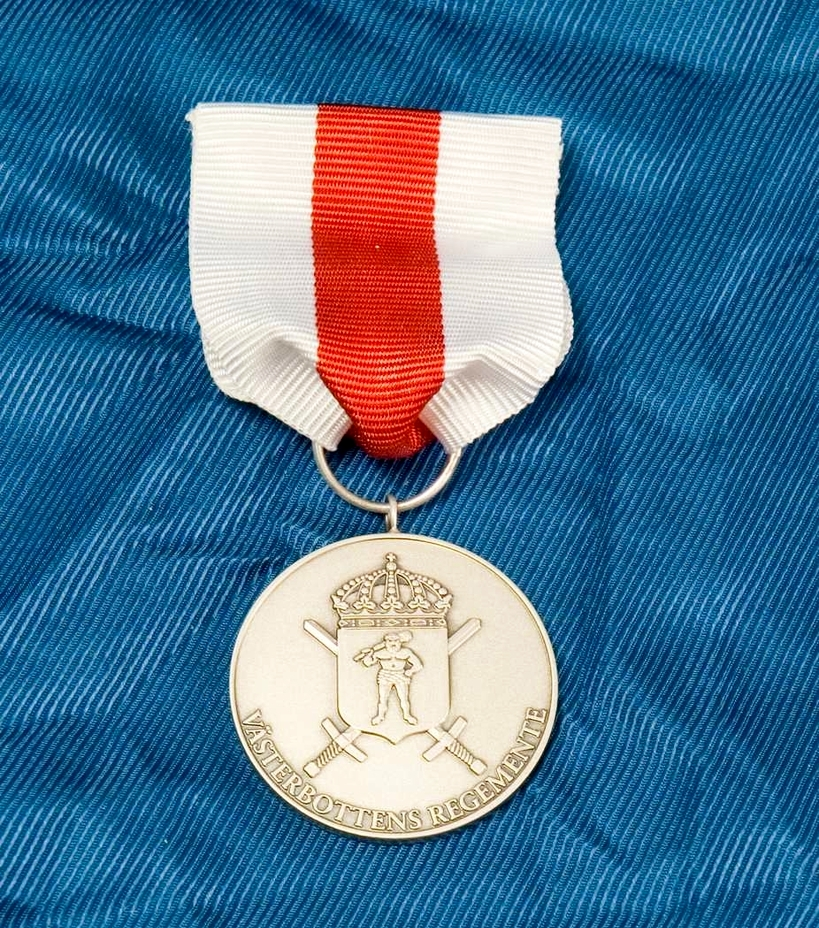
Minnesmedalj VbottenregMSM
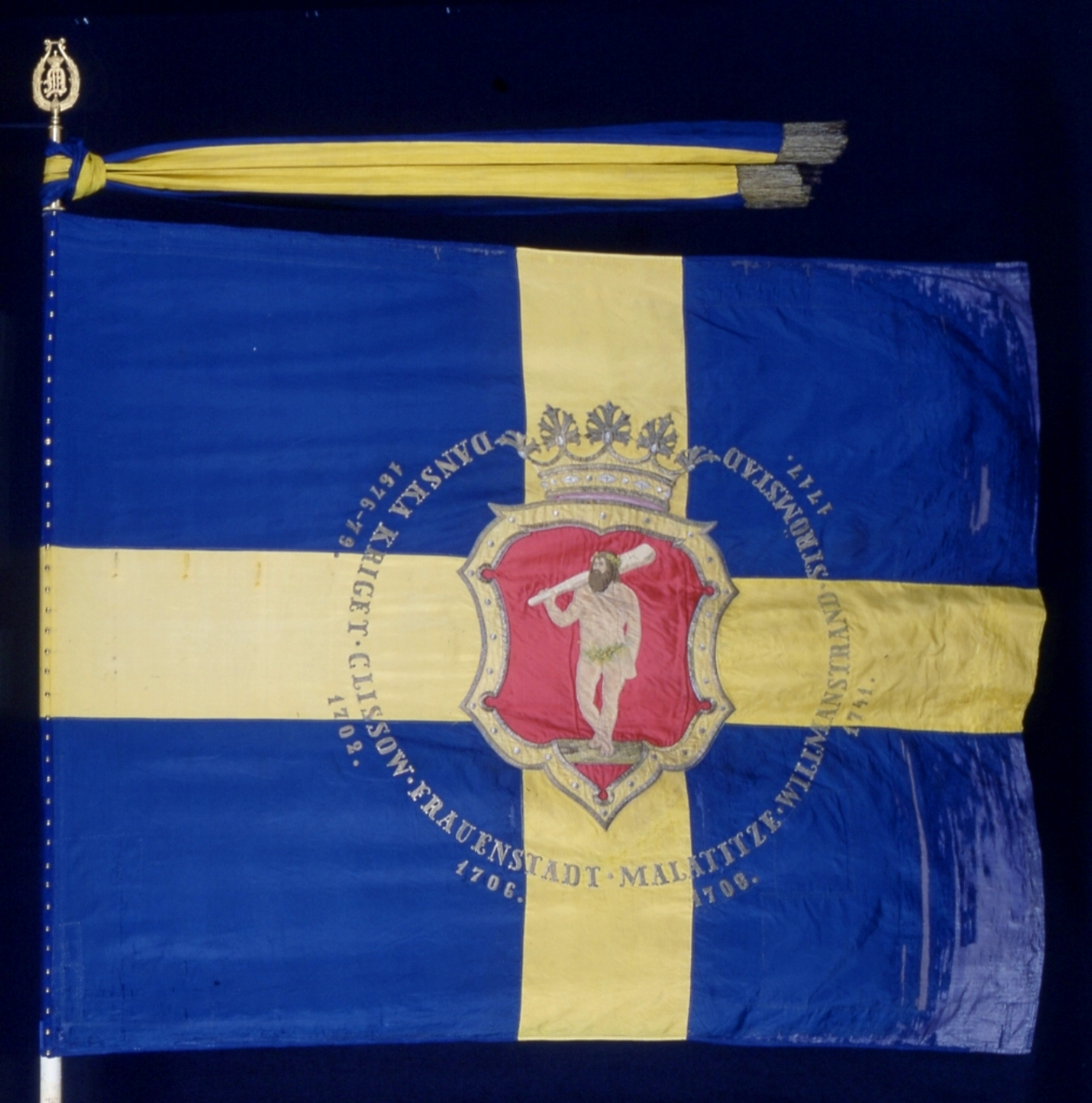
Fana m/1878 för regementet.
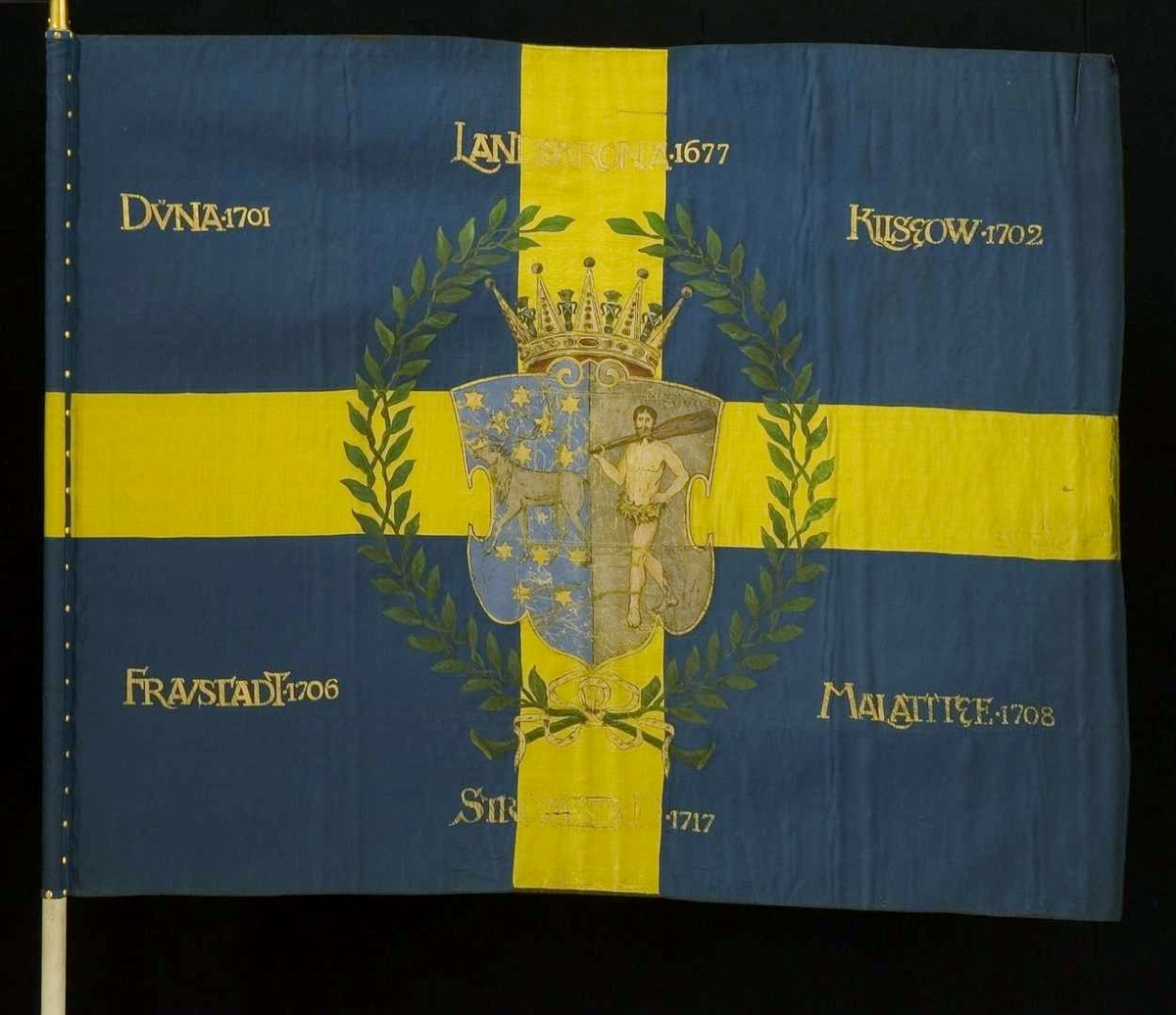
Fana m/1897, för 1. bataljon
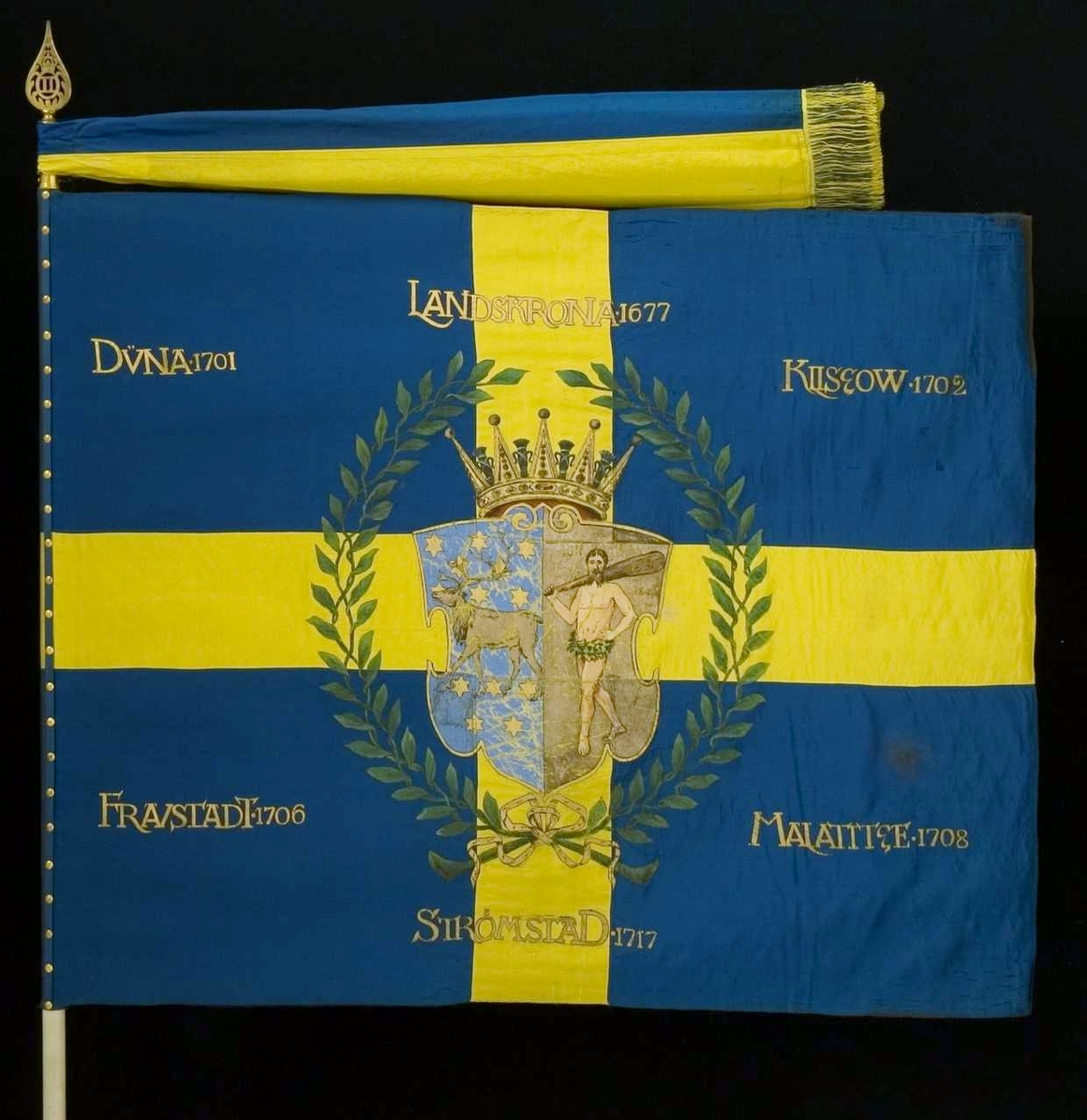
Fana m/1897, för 2. bataljon
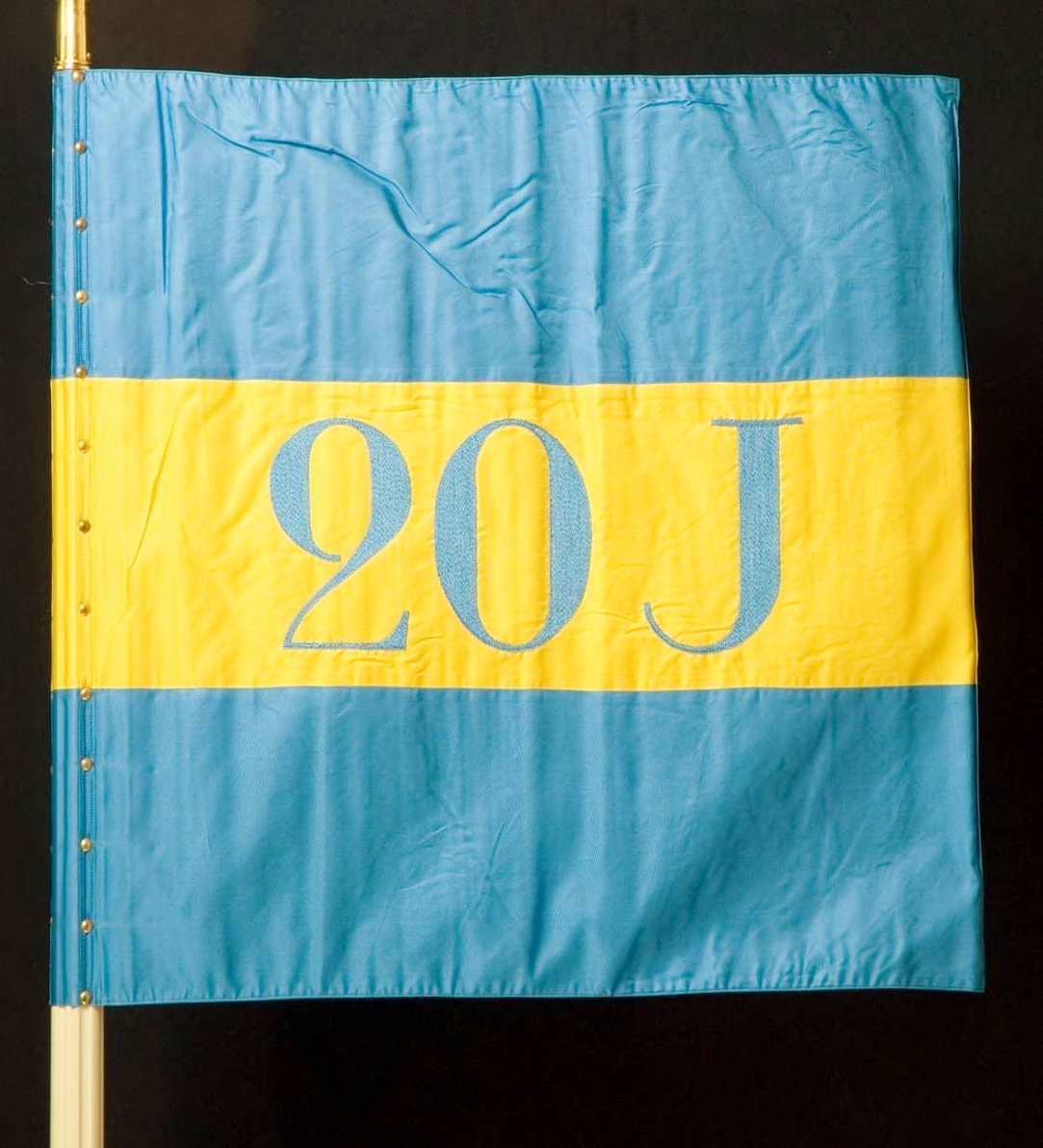
Standar för 20. jägarbrigaden
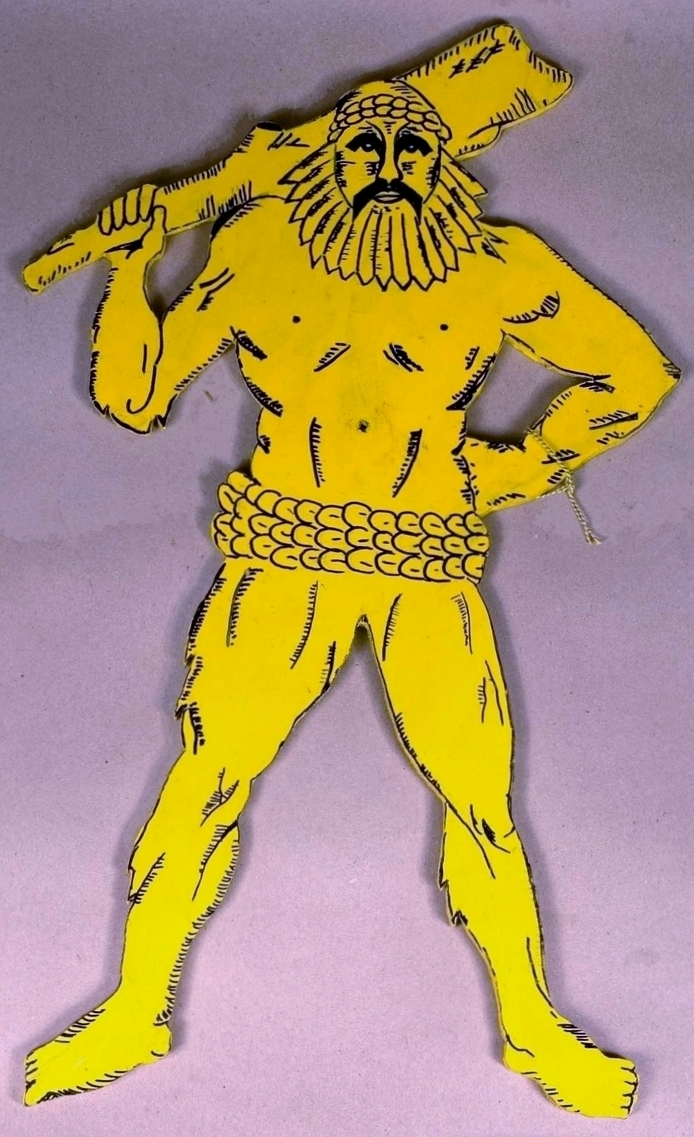
Förbandsmärke